# Maria Delmee
Maria Delmee ('s-Hertogenbosch, 23 giugno 1959) è un'ex cestista olandese.

## Carriera
Con i Paesi Bassi ha disputato due edizioni dei Campionati europei (1981, 1983).